# Bottelare
Bottelare is een dorp in de Belgische provincie Oost-Vlaanderen en een deelgemeente van Merelbeke-Melle, het was een zelfstandige gemeente tot aan de gemeentelijke herindeling van 1977. Bottelare is een plattelandsgemeente net ten zuidoosten van het centrum van Merelbeke en de stad Gent. Een oudste vermelding van het dorp gaat terug tot rond het jaar 1000, als Bottelar, wat "bosachtig, moerassig gebied" zou betekenen.

## Geschiedenis
Bottelare werd omstreeks het jaar 1000 voor het eerst vermeld. In 1226 kwam Bottelare aan het Land van Rode, behorend tot het Land van Aalst. De kerk, aanvankelijk aan Sint-Maarten gewijd, werd halverwege de 17e eeuw door een grotere, aan Sint-Anna gewijde, kerk vervangen, om aldus de vele bedevaartgangers naar Sint-Anna te kunnen ontvangen.
Bottelare heeft nauwelijks industriële ontwikkeling gekend. In de 19e eeuw was er een stokerij en een brouwerij op ambachtelijke schaal. Eind twintigste eeuw betrof het vooral pendelaars die in de plaats kwamen wonen.

## Demografische ontwikkeling
- Bronnen:NIS, Opm:1831 tot en met 1970=volkstellingen; 1976 = inwoneraantal op 31 december

## Bezienswaardigheden
- De Sint-Anna-Ommegang, een ommegang van negen wegkapellen. De ommegang is beschermd als monument.
- De Sint-Annakerk werd gebouwd tussen 1641 en 1663. Ze verving de vroegere Sint-Martinusparochiekerk, die te klein werd voor het groeiend aantal bedevaarders naar de Sint-Annakapel.
- Het Kerkhof van Bottelare met oorlogsgraven uit de Eerste Wereldoorlog
- Het Karmelietenklooster
- Het Kasteel Stas de Richelle (ook: Kasteel van Bottelare).
- De geklasseerde zomerlinde als vrijheidsboom uit 1830 of eerder

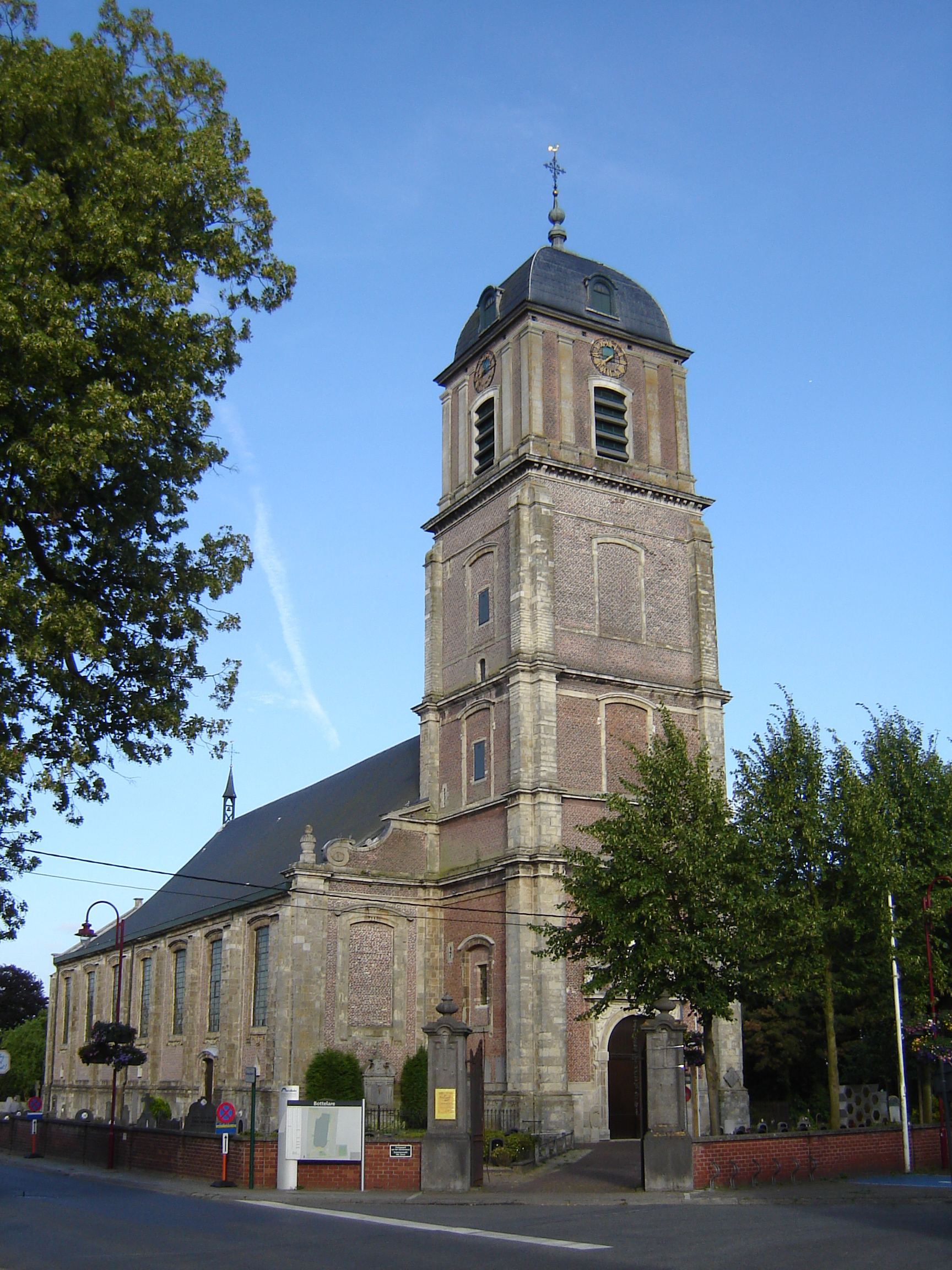
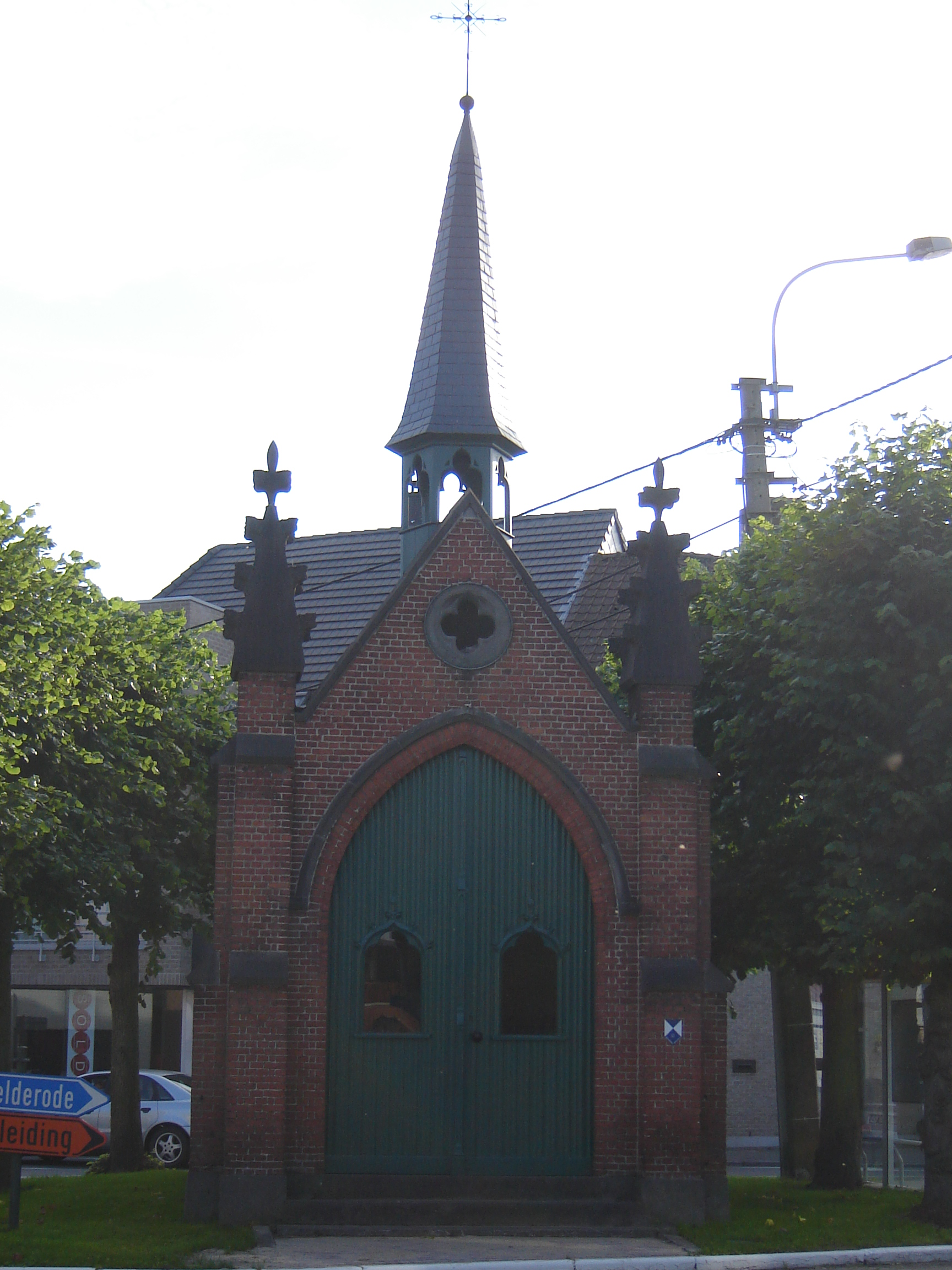

## Natuur en landschap
Bottelare ligt in zandlemig Vlaanderen op een hoogte van omstreeks 30 meter. In het noorden vindt men het Gentbos en in het westen de Makegemse bossen. In het zuidoosten stroomt de Driesbeek die naar het noordoosten stroomt en uitmondt in de Gondelbeek. Langs de Driesbeek ligt het natuurgebied Driesbeekvallei met onder meer de Bottelaarse Vijvers.

## Politiek
Bottelare had een eigen gemeentebestuur en burgemeester tot de gemeentelijke fusie van 1977. De laatste burgemeester was Jean Pede.

## Geboren
- Robert de Wavrin (1888-1971), etnoloog, ontdekkingsreiziger, cineast

## Nabijgelegen kernen
Lemberge, Kwenenbos, Schelderode, Munte, Moortsele